# Малімб жовтоволий
Малі́мб жовтоволий (Malimbus ballmanni) — вид горобцеподібних птахів родини ткачикових (Ploceidae). Мешкає в Західній Африці.

## Опис
Довжина птаха становить 17-20 см. Забарвлення самців переважно чорне, їх потилиця оранжево-жовта, на грудиях яскравий золотисто-жовтий "комірець", гузка золотисто-жовта. Самиці мають маже повністю чорне забарвлення, на грудях у них нечіткий жовтуватий "комірець".

## Поширення і екологія
Відомі три популяції, що живуть у вологих рівнинних тропічних лісах Західної Африки: одна мешкає в лісі Гола в Сьєрра-Леоне та на заході Ліберії, друга  — на сході Ліберії та на заході Кот-д'Івуару, а третя — в заповіднику Діке в Гвінеї. Жовтоволі малімби зустрічаються на висоті до 400 м над рівнем моря.

## Поведінка
Жовтоволі малімби зустрічаються поодинці або невеликими зграйками. Іноді вони приєднуються до змішаних зграй птахів. Живляться комахами, яких шукають в кронах дерев, на висоті від 8 до 22 м над землею. Гніздо кулеподібне з трубкоподібним входом, направленим донизу. Розмножуються жовтоволі малімби двічі на рік, в липні-серпні та у жовтні-листопаді.

## Збереження
МСОП класифікує стан збереження цього виду як близький до загрозливого. За оцінками дослідників, популяція жовтоволих малімб становить від 2500 до 10000 птахів. Їм загрожує знищення природного середовища.